# Johann Schultingh
Johannes Schultingh (auch: Johann Schulting; Schultingius; * 1630 in Zwolle; † September 1666 in Nijmegen) war ein niederländischer Historiker.

## Leben
Über Schultings Werdegang ist sehr wenig bekannt. Er soll ein Lieblingsschüler von Johann Friedrich Gronovius (1611–1671) gewesen sein, was darauf schließen lässt, dass er seine Studien an der Universität Groningen absolviert hatte. 1655 wurde er erster Professor der Philosophie und Geschichte an der damals neu gegründeten Alten Universität Duisburg und ging am 3. Mai 1656 in gleicher Funktion an die Illustere Academie Nimwegen, wo ihn Anfang September 1666 die Pest dahin raffte. Erst am 9. Januar 1667 hielt ihm Christopher Wittich (1625–1687) eine Gedenkrede, was vermutlich auf die damals grassierende Pest zurückzuführen ist.
Seine Annotationes in auctorem dialogi de causis corruptae eloquentiae vindt men in de editio Hackiana van Quinctilianus (1665) hatten ihn zu seiner Zeit Ansehen eingebracht. Sie fanden Aufnahme im Seneca, Quinctilianus, en Calpurnius Flaccus (Amsterdam 1672) von Johann Friedrich Gronovius und in den Quinctilianus von Pieter Burman (Leiden), sowie 1720 in dessen Ausgabe der Declamat. Calpurn. Flacci II, S. 791.
Aus seiner Ehe mit Catharina van den Berg stammen die Söhne Cornelius Schultingh und Antonius Schultingh.